# Don Patrizio Benvenuti
Don Patrizio Benvenuti, (Argentinië, 1952), is een Italiaans geestelijke van de Romeinse Curie van de Katholieke Kerk, op 24 februari 1979 gewijd in het aartsbisdom Genua.

## Opleiding
Don Patrizio Benvenuti werd zich bewust van zijn roeping tijdens zijn eerste jaar aan de universiteit. Hij verhuisde naar Rome en begon met de studies filosofie en theologie, aangevuld met enige rechtenstudie.
Na het behalen van zijn doctoraat in de rechten, kreeg hij een benoeming tot aan het Regionaal Gerechtshof van Ligurië. Op verzoek van de Heilige Stoel werd hij aangesteld als hoofdgriffier bij het Hof van Beroep van het Vicariaat van Rome.

## Werken van liefdadigheid
In 1989 richt Don Patrizio Benvenuti, dankzij een erfenis uit zijn familie, de Kepha Stichting op. Deze stichting was gewijd aan Kardinaal Giuseppe Siri, waarmee hij een nauwe band had.
De Kepha Stichting is een organisatie voor sociale emancipatie, die actief is zowel in Italië als daarbuiten. De stichting is actief op het sociaal en opvoedkundig vlak en zet zich in voor het behoud van het patrimonium.

## Hoofdaalmoezenier van de Italiaanse strijdkrachten
In het begin van zijn priesterschap werkte Don Patrizio Benvenuti voor de Italiaanse krijgsmacht. Aanvankelijk doet hij dit aan de school van de genietroepen, en nadien bij de generale staf van de marine.
Later bij het hoofdkwartier van de NAVO coördineerde hij de religieuze en humanitaire bijstand in het leger door de oecumenische kapelaans. Zo was hij betrokken bij de interventie door tweeëntwintig in de Balkan. In deze regio zette hij zich ook in voor een betere afstemming tussen de etnische en religieuze groepen.
Voor zijn verdienste tijdens deze missie kreeg hij uit handen van de President van de Italiaanse Republiek de titel van Rider in de Orde van Verdienste van de Italiaanse Republiek op. Om dezelfde reden onderscheidde het Ministerie van Defensie van de Franse Republiek hem met de medaille van Landsverdediging. Tegelijkertijd ontving hij van het Rode Kruis in Kosovo de titel “Mirenjohje Merit” als blijk van dank en waardering.